# Kostel Narození Panny Marie (Mory)
Římskokatolický farní kostel Narození Panny Marie v Morech, část města Podbořany v okrese Louny, je gotická a v baroku rozšířená sakrální stavba. Kostel stojí nedaleko návsi a je obklopen starým zrušeným hřbitovem. Od roku 1964 je kostel chráněn jako kulturní památka.

## Historie a stavební vývoj

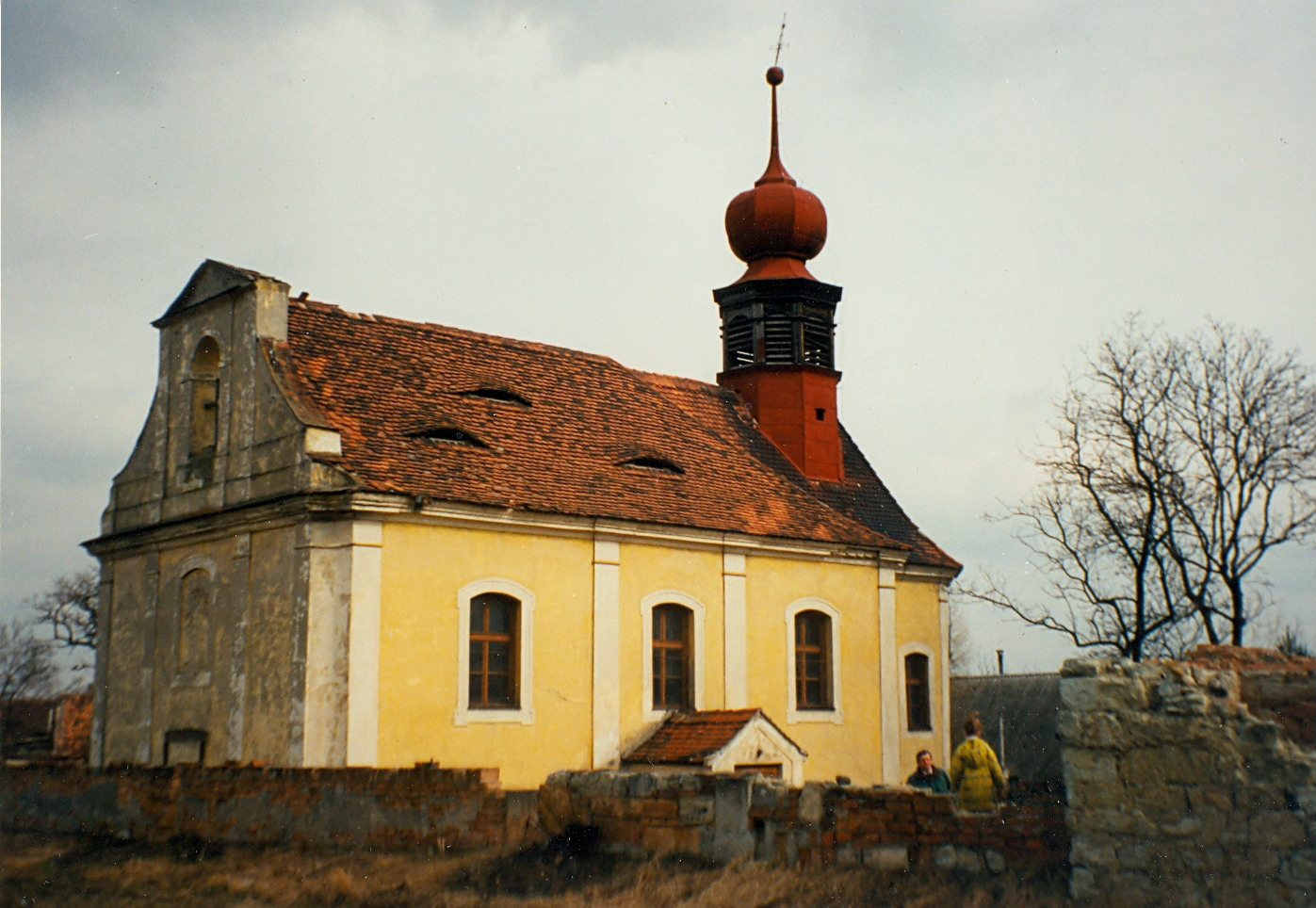
Kostel od jihu

Podle Johanna Veselého spadá nejstarší písemná zmínka o kostele do roku 1344, kdy má být uvedený v registrech pražské diecéze. Od něj převzala údaj Rottova vlastivěda podbořanského okresu
a dostal se i do novější literatury. Žádný takový pramen ale současná medievistika nezná. Proto je třeba považovat za první písemnou zmínku o kostele až údaj z nejstarší konfirmační knihy, podle nějž začátkem ledna 1358 uváděl farář z Mor do funkce nového faráře do Libědic. Z roku 1369 známe jménem první morské duchovní správce. Tehdy na žádost patrona kostela Beneše z Buškovic nahradil faráře Šebestiána kněz Václav. Ten zemřel v roce 1380 a byl nahrazen knězem z Rakovníka Mikulášem.
Lze předpokládat, že ve 2. polovině 15. a v 16. století byl kostel spravován utrakvistickými duchovními. V roce 1623 koupil Mory, konfiskované Bohuslavovi z Fictumu, katolík Jaroslav Bořita z Martinic, jeden ze tři defenestrovaných v květnu 1618. Ten nechal v roce 1626 do kostela pořídit dochovaný zvon.
Třicetiletou válkou nebyl kostel poškozený natolik, aby se v něm nemohly konat mše. V roce 1651 zapsal hejtman panství Andreas Brunn do soupisu poddaných, že farář při kostele sice není, ale že v něm farář z Veliké Vsi slouží mše každý druhý týden. Nicméně až do roku 1671 byly Mory přifařeny k Žaboklikám, pak k Blšanům a v roce 1695 zde byla obnovena farnost. První farář se jmenoval Matthäus Josef Dockler..
Původní části kostela z poloviny 14. století tvoří presbytář, jeho žebrová klenba, vítězný oblouk a část zdiva lodi navazující po obou stranách na presbytář. Počátkem padesátých let 18. století byla podniknuta přestavba kostela. Loď byla prodloužena asi o polovinu západním směrem, kostel dostal nový krov a sanktusník. Rovněž byla postavena nová sakristie. Do lodi a presbytáře byla proražena nová okna. Už ve 20. století byla postavena současná předsíň.

## Architektura
Kostel je jednolodní s pětiboce zakončeným presbytářem. Má sakristii a točité schodiště pro zvoníka u severního boku presbytáře, které umožňovalo výstup do věžice nad vítězným obloukem. Kostel má novou dřevěnou předsíňku před jižním vchodem. Západní průčelí je rovné. Má tři osy a je završeno štítem s trojúhelným nástavcem. Fasády jsou členěny pilastry. Okna jsou obdélná, segmentově zakončená.
Presbytář je zaklenut jedním polem křížové žebrové klenby, která je meziklenebním žebrem oddělena od šestidílné paprsčité klenby závěru. Žebra v koutech vyrůstají z trojbokých přípor, na jižní a severní straně z půlválcových přípor. Žebra mají má hladké kruhové svorníky. Sakristie má valenou klenbu. Vítězný oblouk je hrotitý s okosenými hranami, které dosedají na zem. Západní čtvrtinu lodi zabírá dřevěná kruchta. V lodi je plochý strop se štukovým zrcadlem a dřevěná kruchta.

## Zařízení
Hlavní oltář je z druhé poloviny 18. století. Jedná se o rámový oltář se sochami světců na tabernáklu. Při triumfálním oblouku se nacházejí dva boční oltáře z první třetiny 18. stoleti. Jsou jimi: oltář Panny Marie, který je portálový, sochařský s řezanými akantovými postranicemi se stouhou, a oltář sv. Filipa s obrazem pocházejícím z doby vzniku oltáře a se svatostánkem ze druhé poloviny 17. století. Kazatelna má sošky evangelistů na řečništi. Kamenná renesanční křtitelnice pochází z roku 1598. Jsou na ní nápisy z let 1613 a 1617. Zároveň s přestavbou kostela do něj byly v roce 1752 pořízeny i nové varhany. Postavil je varhanář z Lokte Václav Starck.

## Bohoslužby
V kostele se nekonají pravidelné bohoslužby a proto je obtížně přístupný.

## Okolí kostela
U rybníka stojí, na trojbokém kamenném soklu, socha sv. Jana Nepomuckého z 18. století.